# Іщенко Олег Іванович
Олег Іванович Іщенко — український політик.
Колишній голова спостережної ради АКБ «ОЛБанк».

## Життєпис
Народився 10 жовтня 1956 року в місті Бережани Тернопільської області, українець; 

### Сім'я
- батько Іван Савович (1921-1996) — вчитель, директор школи;
- мати Лідія Григорівна (1923) — фельдшер, пенсіонер;
- дружина Лариса Анатоліївна — домогосподарка;
- син Іван (1996).

### Освіта
У 1978 році закінчив юридичний факультет Київського державного університету за фахом «юрист».

### Кар'єра
З 1978 по 1991 рік працював адвокатом в Чернігові, з 1991 по 1993 рік був генеральним директором проектно-будівельної фірми ВО «Чорнобильська АЕС», з 1993 по 1996 рік був головою правління Транснаціональною корпорації «РУНО», в яку входили ряд організацій (АТ «Линос» (Лисичанський нафтопереробний з-д), Сум. НВО ім. Фрунзе, АТ «Лупон» (Лисичанськнафтопродукт), АКБ «ОЛбанк»).. З вересня 1997 року був головою правління АКБ «ОЛБанк».

## Політична діяльність
Народний депутат України 3 скликання 03.1998-04.2002, виб. окр. № 165, Тернопільської обл. На час виборів: народний депутат України, голова правління акціонерного банку «ОЛбанк», член НРУ. Член фракції НРУ (05.1998-10.1999; з 03.1999 — уповноважений), член фракції СДПУ(О) (10.1999-07.2000), член групи «Солідарність» (з 07.2000). Член Комітету з питань фінансів і банк. діяльності (з 07.1998).
Народний депутат України 2 скликання з 12.1995 (1-й тур) до 04.1998, Першотравневий виборчий округ № 432, Чернів. обл., висун. тр. кол. Член Комітету з питань бюджету. Член групи МДГ. На час виборів: голова правління транснаціональної корпорації «Російсько-українське нафтове товариство» («РУНО»).
Був членом Політради НДП, членом НРУ (до 04.1999).